# Сигурни атачмент
Сигурни атачмент је у теорији атачмента, један од три општа обрасца привржености. Када је у породици успостављен добар однос деца осећају сигурност, способна су да истражују своје окружење и да без страха комуницирају са непознатим особама. Сигурност се заснива на емоционалној привржености и поверењу.